# Yuko Mitsuya
Yuko Mitsuya, född 29 juli 1958 i Katsuyama, Japan är en före detta volleybollspelare.
Mitsuya tog brons med Japans damlandslag i volleyboll vid sommarspelen 1984 i Los Angeles. och silver vid asiatiska spelen 1982.